# André Gide
André Paul Guillaume Gide, (Pariz, 22. studenog 1869. – Pariz, 19. veljače 1951.), francuski književnik. 
Jedna od najkompleksnijih ličnosti u francuskoj književnosti prve polovice 20. stoljeća - esejist, kritičar, prevoditelj, dramaturg i jedan od najistaknutijih francuskih romanopisaca. Gide se kretao u krugu raznolikih ideja, od kršćanstva i komunizma do hedonističkog individualizma, i svojim je djelom izvršio snažan utjecaj na europsku književnost između dva svjetska rata. Njegova lijeva orijentacija traje do puta u Sovjetski Savez 1936., odakle se vraća teško razočaran. 
1947. godine dobiva Nobelovu nagradu za književnost. 

## Djela
- Zemaljske hrane
- Amoralist
- Uska vrata
- Vatikanski podrumi
- Pastoralna simfonija
- Krivotvoritelji novca
- Put u Kongo